# Conductor Williams
Denzel Williams (nacido el 5 de marzo de 1982), conocido como Conductor Williams, es un productor musical estadounidense conocido por su trabajo con el colectivo musical Griselda. Ha producido para artistas como Westside Gunn, Conway the Machine, Boldy James, Rome Streetz y Mach-Hommy. También es conocido por colaborar con artistas como Tyler, The Creator, Drake, JID, J. Cole y Joey Badass.
Su nombre proviene de su antiguo trabajo como conductor de tren. Antes de dedicarse a la música a tiempo completo, trabajó casi 20 años en la industria ferroviaria.

## Discografía

### Álbumes de estudio
- Listen to Your Body. Talk to Plants. Ignore People. (16 de marzo de 2018)
- Positive Vibes Matter (2 de abril de 2020)
- Conductor We Have a Problem (23 de marzo de 2023)
- Conductor We Have a Problem 2 (3 de noviembre de 2023)
- Conductor We Have a Problem 3 (31 de octubre de 2024)[6]

### Proyectos colaborativos
- Tomorrow is Forgotten (con Stik Figa) (5 de agosto de 2020)
- Joyland (con Stik Figa) (12 de noviembre de 2020)
- Heavens to Mergatroyd (con Stik Figa) (27 de noviembre de 2020)
- Valley of Dry Bones (con Stik Figa) (14 de octubre de 2022)
- Good (con Jabee) (16 de diciembre de 2022)
- Conductor Machine (con Conway the Machine) (1 de diciembre de 2023)[7][8][3]
- Across The Tracks (con Boldy James) (28 de junio de 2024)[9][10][4]
- Operation Flamethrower (con Rei the Imperial) (6 de septiembre de 2024)
- Trainspotting (con Rome Streetz) (30 de mayo de 2025)

### EPs
- Ready. Aim. Beautiful. (25 de junio de 2014)
- Winter Forever Cries (27 de enero de 2019)

### Sencillos
- The Observer (6 de julio de 2019)
- Champion of The Mars League (19 de enero de 2021)
- Visualizer (21 de enero de 2021)
- Samo's Revenge (26 de agosto de 2022)
- Black Star (con Jabee y Scoopay) (25 de noviembre de 2022)
- Indulgence (con Jabee y Boldy James) (9 de diciembre de 2022)
- Flame (con Conway the Machine y 7xvethegenius) (29 de septiembre de 2023)[11]
- Mercury Thermometers (con Your Old Droog) (17 de mayo de 2024)[12]
- Terms And Conditions (con Boldy James) (14 de junio de 2024)[13][14]
- Off-White Lumberjack (con Boldy James) (21 de junio de 2024)[15]